# Eidsfjord (Stad)
Der Eidsfjord (norwegisch Eidsfjorden) ist ein Fjord in der norwegischen Gemeinde Stad in der Provinz Vestland.
Der Fjord geht als nordöstlicher Arm vom Nordfjord ab und verläuft über etwa 13 Kilometer in östlicher Richtung. Seine Breite beträgt ungefähr zwei Kilometer. Er erreicht eine Tiefe von etwa bis zu 500 Metern. Am östlichen Ende liegt Nordfjordeid, der Hauptort der Gemeinde Stad. Am nördlichen Ufer verläuft der Riksvei 15 und liegen die Ortschaften Stårheim, Løken und Haugen. Am Südufer befindet sich Sørland. Nördlich und südlich des Eidsfjords erstrecken sich Gebirgszüge die Höhen von bis zu 900 Metern erreichen.
In den Eidsfjord mündet von Osten her der Fluss Eidselva und diverse weitere Wasserläufe wie der Stårheimselva, Hjelma, Fargarelva, Presteelva, Gjølelva, Kvernhuselva, Takloelva, Strandelva, Storelva, Sæterelva und Fosselva.